# البرتو براگلیا
البرتو براگلیا (به ایتالیایی: Alberto Braglia) (زاده ۲۳ مارس ۱۸۸۳-۵ فوریه ۱۹۵۴) ورزشکار مرد رشتهٔ ژیمناستیک اهل کشور ایتالیا است. وی در بین سال‌های ‎۱۹۰۸ تا ۱۹۱۲ میلادی در مسابقات بازی‌های المپیک تابستانی در مجموع ۳ مدال، شامل ۳ مدال طلا را کسب کرد.